# 士魂村上塾
士魂村上塾（しこんむらかみじゅく）は、フルコンタクト空手団体「士道館」を構成する空手道場およびキックボクシングジムのひとつ。
代表（「塾長」という肩書）は村上竜司が務める。

## 概要
2002年旗揚げ。
多くのプロ選手をキックのリング（MAキック、K-1、GLORYなど）に送り込んでいるのみならず、子供たちも多くいる。これは、村上塾長が「青少年の育成」ということを念頭に置いているため。
また、埼玉県三郷市、愛媛県西条市に支部も構えている。
他の士道館の道場と異なり、空手着の胸の刺繍が「士道館」ではなく「士魂」となっている。

## 所在地
- 本部 東京都板橋区常盤台3-25-13寺崎ビル2階 東武東上線ときわ台駅徒歩10分
- 埼玉支部 埼玉県三郷市半田677-2 士魂村上塾 埼玉支部 士魂竜進塾
- 愛媛支部 愛媛県西条市大町834-2 士魂村上塾 愛媛支部

## 所属プロ選手
- 上原誠
- マグナム酒井
- 水町浩
- モハン・ドラゴン
- 拳竜
- 恭士郎
- 春日翔
- ブラックドラゴン
- 大石亨（日進会館から移籍）
- 石川健太郎
- 力也